# LETクノヴィツェ

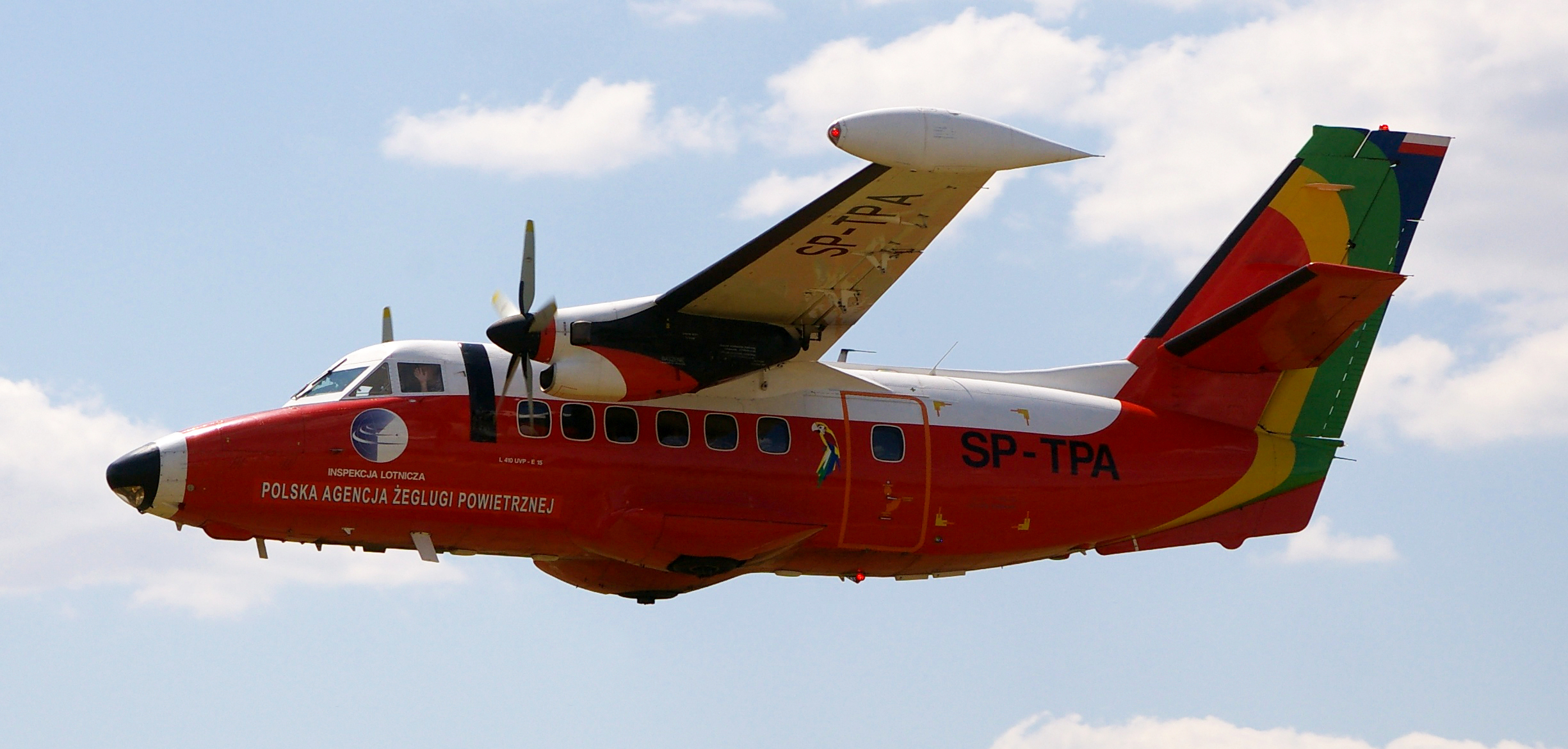
Góraszkaポーランド国際航空ショーで飛行する民間用の Let L-410UVP-E

LETクノヴィツェ(チェコ語:Let Kunovice)はチェコの航空機メーカーである。 最も成功した機体はL-410 ターボレットで1000機以上が生産された。Uherské HradištěのKunoviceを拠点とする。

## 概要
1936年にドイツ機の修理工場として設立され、戦後は東側の航空機メーカーとして、練習機や輸送機のライセンス生産をおこなってきた。1966年に開発された軽輸送機L-410シリーズは1,100機ほど製作された。1998年にソビエト連邦の崩壊で民営化され、アメリカの農業用飛行機メーカー、エアーズ・コーポレーションに買収されることになったが、破談になり、生産は停止された。

## 歴史
1936年にシュコダ財閥の一部門としてKunoviceの工場で航空機の生産を始めた。第二次世界大戦前から大戦中は修理工場としてのみ運用された。大戦後工場は国有化され1950年から1953年にかけて新工場が建設された。1957年から1967年にかけてSPP (Strojírny první pětiletky - "第一次5カ年計画")として命名され1967年にLETの名称に戻された。工場ではソビエト連邦からの機体のライセンス生産で練習機であるYak-11(C-11として識別された)や多目的機アエロ Ae-45、Ae-145の生産を行った。
1957年からL-200 モラヴァ軽飛行機の開発を開始し、4年後にZ-37 Cmelak農業機を開発し、両機とも商業的に成功を収めた。末期にはL-29ジェット練習機の生産も行った。
長年にわたりLETはZlín Z 22, Z 124 Galánka, LF 109 Pioneer, Z 425 Šohaj等のグライダーを生産した。その中で最も多く生産された機種はL-13ブラニックとL-23 Super BlaníkとL-33 Soloである。
1960年代にLETの技術者達は19座席のターボプロップ機であるL-410を開発した。この機体は1100機以上生産され、後に近代化されEASAとFAAの認証に適合したL 410 UVP-E20とL 420等、多くの派生機種が生産された。
ソビエトの要請により、An-24を置き換える目的で開発中だったLet L-610試作機は1990年のパリ航空ショーで展示された。ソビエトの崩壊により量産は金融上の理由で中止され、2007年10月に唯一の飛行可能だった試作機は使用を防ぐ為に工場内で破壊された。
全金属製のグライダーであるL-13ブラニックは最も多く量産されたグライダーで1958年以来3000機以上が生産された。
アメリカ合衆国の空軍士官学校でもTG-10シリーズとして計21機が基礎訓練に使用された。
2005年時点において今尚、派生機種であるL-23スーパーブラニックが生産されている。

## 機体リスト
- LET C-11
- LET ブリガディル
- LET L-13ブラニック
- LET L-23スーパーブラニック
- LET L-200モラヴァ
- LET L-40 メタソコル
- LET L-410 ターボレット
- LET L-420
- LET L-610